# Mahábódhi templom
A Mahábódhi templom (महाबोधि मंदिर)  (szó szerint: „Nagy Megvilágosodási Templom”) buddhista templom Bodh-Gaja városban, UNESCO világörökségi helyszín, Gautama Sziddhártha, a  történelmi Buddha megvilágosodásának (bodhi) helyszíne. Bodh-Gaja mintegy 96 km-re fekszik a Bihár állami Patna városától, India északkeleti részén.
A templom nyugati oldalán áll a szent Bódhifa. A páli kánonban ezt a helyszínt úgy nevezik, hogy Bodhimanda, a területen lévő kolostor neve pedig Bódhimanda vihára. A legmagasabb tornya 55 m magas. A Mahábódhi templom boltozatát aranylemezekkel borították, amelyek összsúlya közel 300 kg, a thai kormány adatai szerint.

## Gautama Buddha

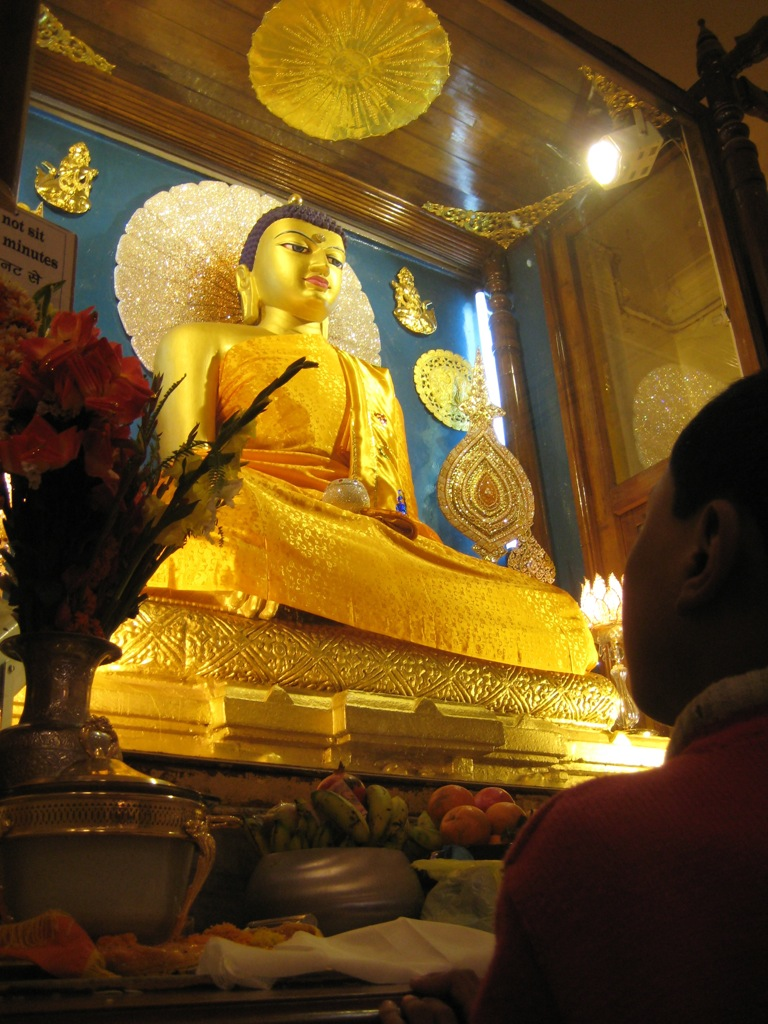
Egy buddhista gyakorló teszi tiszteletét Buddha előtt a templomnál.

A hagyományos elbeszélések szerint Gautama Sziddhártha fiatal herceg az i. e. 530-ban négy gondolatébresztő látvány hatására a spirituális utat választotta a fényűző uralkodói élet helyett. Vándorszerzetesként töltött néhány év után leült meditálni a Falgu-folyó partján, Gajá város közelében. Egy ficus religiosa fa (későbbi nevén a Bódhifa) tövében elérte a megvilágosodást. Ezen a helyen építtette később a Mahábódhi templomot Asóka király i. e. 260 körül.
Buddha az azt követő hét hetet hét különböző helyszínen töltötte a közelben és a saját tapasztalatain elmélkedett. A jelenlegi Mahábódhi templomegyüttes területén mind a hét helyszín megtalálható:
- az első hetet a Bódhifa alatt töltötte.
- a második héten Buddha megszakítás nélkül állt a Bódhifával szemben. Ezt a helyet jelöli az Animeslocsa sztúpa, avagy a pislogás nélküli sztúpa vagy szentély, a Mahábódhi templomegyüttes északkeleti részén. Található itt egy Buddha-szobor is, amelynek a szemei a Bódhifa felé tekintenek.
- Úgy tartják, hogy Buddha oda-vissza sétált az Animeslocsa sztúpa helyszíne és a Bódhifa között. A legenda szerint ezen az ösvényen (mai neve Ratnacsakarma vagy „drágakő sétány”) lótusz virágok nyíltak Buddha léptei mentén.
- a negyedik hetet a Ratnagar Csaitja mellett töltötte - a helyszín északkeleti oldalán.
- az ötödik héten Buddha részletesen válaszolt az őt kérdező brahminoknak az Adzsapala Nigodh fa alatt, amelyet ma egy oszlop jelöl.
- a hatodik hetet a Lótusz tavacska mellett töltötte.
- a hetedik hetet a Radzsjatna fa alatt töltötte.[3]

## A templom építése

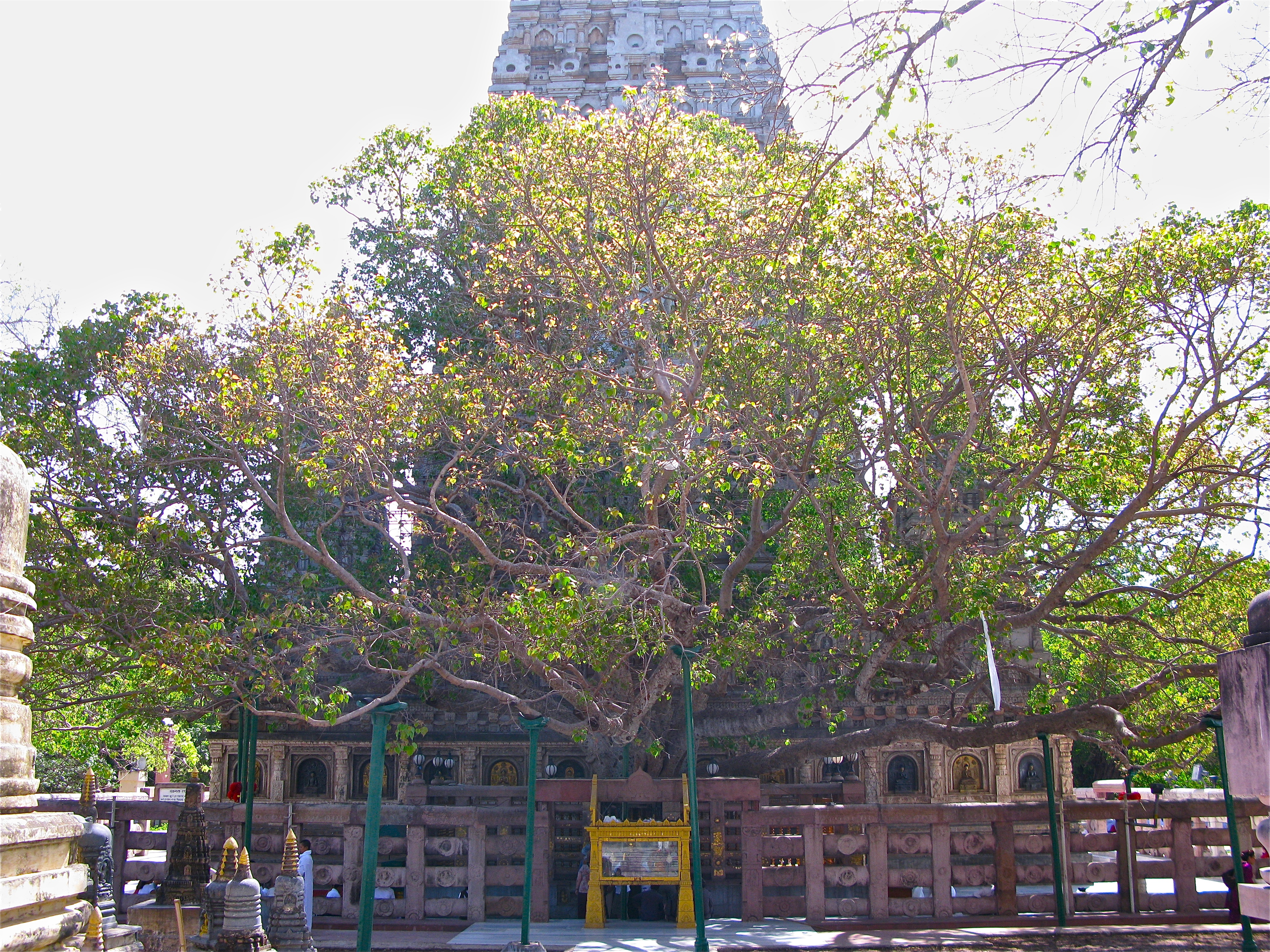
A Mahábódhi fa

I. e. 250 körül, Buddha megvilágosodása után mintegy 200 évvel, Asóka buddhista uralkodó ellátogatott Bodh-Gajába, hogy rendeletben adja ki egy kolostor és szentély építését a szent helyszínen. Az új templomban helyet kapott egy gyémánttrónus is (a Vadzsraszana), amely Buddha megvilágosodásának pontos helyét mutatta. Asókát tekintik a templom alapítójának, jóllehet a jelenlegi épületszerkezetet az 5–6. században készítették. Az azelőtti épület valószínűleg piramis alakú lehetett és a 2. században építhették a Kusán Birodalom korában. A következtetés csupán egy apró, kb. 4. századi, terrakotta plakettából ered, amelyet a mai Patna városában találtak. Ebben a szerkezetben nem szerepelt a felső terasz kis templomokkal a négy sarokban. Ezeket ugyan nem használják ma már, egykor valószínűleg valamilyen ezoterikus buddhista hagyomány részét képezték, amely a 4-5. századra teljesen átalakult. A piramis alakú templom valószínűleg egy nyitott tetejű pavilon helyére épült a fa köré és az Asóka-féle pódium köré. Ennek a korai templom boltívnek az ábrázolása ugyanígy megtalálható a Száncsi buddhista emlékek között is (az 1. sztúpa kapuján), amely i. e. 25-ből származik.
A Mahábódhi az egyik legkorábbi ma is álló buddhista templom, amelyet teljes egészében téglából építettek.

## Hanyatlása

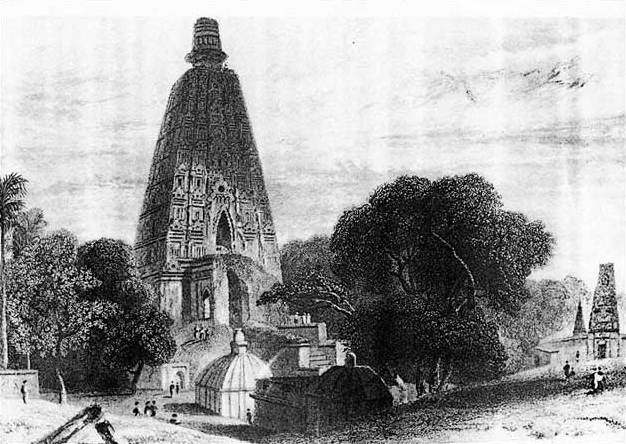
A templom 1780-as ábrázolása.

A buddhizmus együtt indult hanyatlásnak az őt támogató uralkodók hanyatlásával a fehér hunok és a korai arab iszlám támadások idején. A Pála Birodalom idején azután újból virágzásnak indult a buddhizmus (mahájána irányzat) a szubkontinens északkeleti részén a 8. és a 12. század között. Végül a hindu Szena-dinasztia legyőzte a pálákat és a buddhizmust a teljes eltűnés fenyegette. A 12. században Bodh-Gaját és környékét teljesen ellepték a muszlim török seregek és a Mahábódhi templom állapota teljesen leromlott és teljesen elhagyatottá vált. Az ezt követő évszázadokban hindu apát (mahant) birtokolta a Mahábódhi templom területeit.
A 13. században burmai buddhisták építettek egy templomot hasonló névvel. A burmai Mahábódhi templomot az eredeti, indiai Mahábódhi templomról mintázták.

## Felújítása
A 11. és a 19. században burmai uralkodók foglalkoztak a templomegyüttes és a falkerítés javítgatásával.  Weligama Sri Sumangala több cikket közölt, amelyekben felhívta a figyelmet a templomegyüttes erősen leromlott állapotára. Az 1880-as években India akkori brit kormányzása elvégezte a Mahábódhi templom felújítási munkálatait Sir Alexander Cunningham vezetésével.
1891-ben a Srí Lanka-i buddhista vezető Anagarika Dharmapala kampányt kezdeményezett annak érdekében, hogy a buddhisták visszakaphassák a templomegyüttest a hindu mahanttól. 1949-ben a templom irányítása átkerült Bihár állam kormányának kezébe, amely létrehozott egy templomrendezési bizottságot. A bizottság kilenctagú, tagjai között, a törvény szerint, többségben kell lennie a hinduknak. A templom első vezetője Anagarika Munindra volt.
2013-ban a templom felső részét arannyal borították be. Az arany a thai király és más thai hívek adományaiból származott.

## A templom az új évezredben
2013. július 7-én tíz alacsony erősségű bomba robbant a templomegyüttes területén, melynek során 5 ember megsebesült. Az egyik bomba a Buddha-szobor közelében robbant, egy másik a Bódhifa mellett. További három olyan bombát semlegesítettek, amelyek nem robbantak fel. A robbanások reggel 5.30 és 6.00 között történtek. A fő templomot nem érte semmilyen kár. 2013. november 4-én a Nemzeti vizsgálóbizottság bejelentette, hogy egy iszlamista dzsihád csoport volt felelős a robbantásokért.

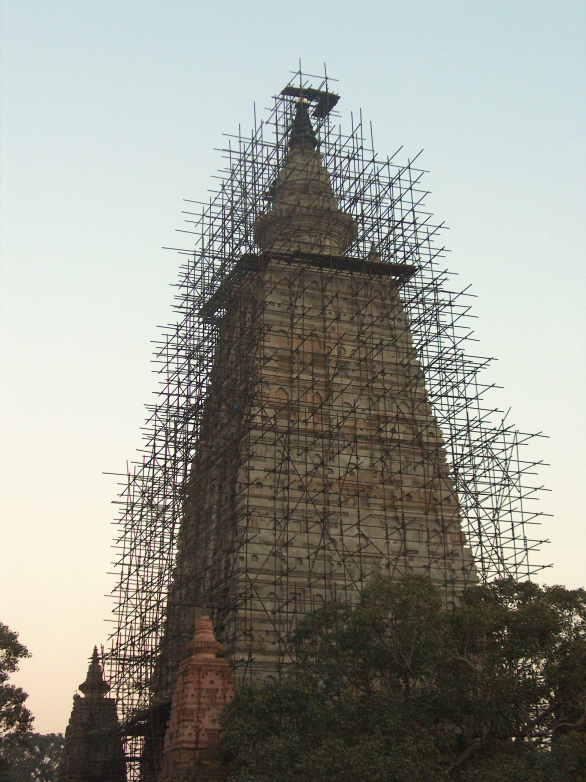
A templomot 2006-ban ismét felújították.

2002 júniusában a Mahábódhi templom UNESCO világörökségi helyszínné vált. A templom vezetője, Bhikkhu Bodhipala, 2007-ben lemondott tisztségéről, miután kiderült, hogy jelentős összegekért árulta a Bódhifáról rendszeresen lemetszett ágakat.

## Külső hivatkozások
- Buddha megvilágosodásának helyszíne
- A Mahábódhi templom és látványosságai Archiválva 2015. május 2-i dátummal a Wayback Machine-ben
- Bodhgaya News Archiválva 2008. március 23-i dátummal a Wayback Machine-ben
- Az UNESCO világörökség oldala